# ウルトラマン訴訟
ウルトラマン訴訟（ウルトラマンそしょう）とは、日本の円谷プロダクションとタイのチャイヨー・プロダクション（ソムポート・セーンドゥアンチャーイ社長）との間における、特撮ドラマ「ウルトラシリーズ」の日本国外における独占権に関する一連の訴訟。
円谷プロやチャイヨーの現地法人やそこからライセンスを受けた関連会社の他、チャイヨーから権利を買い取ったバンダイや、譲り受けたユーエム社、ユーエム社の中国代理店であるTIGAや、TIGAからライセンスを受けたという広州藍弧文化伝播（ブルーアーク）、ブルーアークが制作した映画の配給会社など、多数の企業や人員を巻き込み、およそ25年弱にわたる一大訴訟となった。
日本の最高裁判所における判決では円谷プロ側の敗訴となったが、それ以外の国においては事実上、2020年時点で円谷プロ側の完全勝訴となっている。そもそも、日本国外における権利に関する争いであるため、日本国内における判決は実質的な効力が無く意味をなさない。

## 概要
1995年12月、チャイヨー・プロダクションは「1976年から日本以外で『ウルトラQ』から『ウルトラマンタロウ』までのウルトラシリーズ6作品および『ジャンボーグA』の計7作品と、そのキャラクターを商用目的で利用する権利を持つ」と主張し始めた。
日本の裁判では2004年時点でチャイヨーの主張が認められるも、タイ国では2008年時点で上記の7作品と『ジャンボーグA&ジャイアント』と『ウルトラ6兄弟VS怪獣軍団』の計9作品の著作権は否定された。
チャイヨーは2008年12月24日に上記の9作品の海外利用権を日本のユーエム社（上松盛明社長） に譲渡 しており、訴訟もそちらに受け継がれている。ただし、1998年にチャイヨープロからバンダイへ利用権行使の権利が売却されていたことが2011年に発覚している。
裁判の結果、後述の#2020年時点の権利に書かれている通り、2020年時点においてユーエム社は中華人民共和国 およびアメリカ合衆国 における海外利用権については主張を実質的に取り下げており、円谷プロ側はこれをもって全面勝訴と判断している。

## 訴訟までの経緯
チャイヨー・プロダクションは、円谷プロダクションとは1974年にはウルトラシリーズのキャラクターを用いた映画『ウルトラ6兄弟VS怪獣軍団』の合作をするなど良好な関係にあったが、3代目社長円谷皐が死去した半年後の1995年末頃より「ウルトラマンの権利は当社（チャイヨー）の所有。契約書も存在する」と主張し始める。それに対し、円谷プロ側は当初チャイヨー側の言い分を鵜呑みにして契約書の存在を認めたが、その後、詳細に調査・検証した結果、「契約書は偽造」と判明し、裁判となった。

### チャイヨー・プロダクション側の主張
「この映画の配給権が1975年に香港に12万米ドルで売れたが、資金繰りに窮していた円谷プロ側はこの12万米ドルを1年間借りたいとし、さらにその後チャイヨーに無断で円谷が台湾に配給権を8万米ドルで売却したことが発覚した。1976年3月に来日したソムポートは円谷に20万ドルの返却を要求したが、金のない円谷は20万ドルの返済の代わりに譲渡契約を提案。1976年に円谷プロの当時の社長円谷皐との間で、『ウルトラQ』から『ウルトラマンタロウ』および『ジャンボーグA』の7作品において、日本以外における独占権をチャイヨーへ譲渡する契約を結んだ。」
以上が、1995年末頃から始めたソムポートの主張であった。

### 円谷プロダクション側の対応
生前の円谷皐から権利の譲渡などの話は一切なかったにもかかわらず、当時の社長円谷一夫はチャイヨー側の言い分を鵜呑みにして契約書を認める書簡をソムポートに出し、権利の買い戻しを申し出たが、彼は拒否したうえに不合理なことも主張するようになった。そのチャイヨー側の対応に不信感を持った円谷プロ経営陣は契約書を詳細に検証すると同時に、当時の会社経理簿の記載や取引銀行の入出金記録などを綿密に調査を行った結果、円谷プロ・同エンタープライズ両社の財務記録とはまったく符合しないうえ、当時在籍していた重役達と経理担当責任者もそのような金銭の流れを確認していないことが判明した。以上のことから当時の経営状態の検証も踏まえて「契約書は偽造」と確信したため、対応を改めて裁判で争うこととなった。チャイヨーとの紛争は当時の新作の内容にも影響を及ぼし、1996年の『ウルトラマンティガ』は海外展開に支障を来さないよう、旧シリーズとは断絶した世界観（旧シリーズのキャラクターが登場しない）と設定された。

### 裁判前の状況
契約書を作成したとされる1976年以降もウルトラマンの商品は円谷プロとの契約により、世界各国において販売されている。タイ国内でも同様に販売されていながらも、チャイヨー側は円谷皐が亡くなった後の1995年まで、契約に関して一切の連絡をしていない。さらに円谷プロ（円谷皐）は海外での作品自体の放送契約販売も通常業務として行っており、1990年代前半には中華人民共和国でウルトラシリーズの同国初のテレビ放送を行っている（中国では1980年代後半に『恐竜戦隊コセイドン』を一部地域で放送した実績がある）。特に1993年、上海・魯迅公園で開催されたウルトラマンイベントの初日には、10万人以上が殺到し、安全上中止になったほどウルトラマン作品の人気は高かった。その時の様子は日本のマスコミにも紹介されたが、その際に『ウルトラセブン』が放送予定にないことを取材陣が不思議に思い、円谷プロへ質問したところ、円谷皐は「セブンはアメリカの配給会社との契約期間がまだ残っているため、現時点では当社（円谷プロ）との直接契約では放送できない。残念だ。」と説明している。
このように、円谷プロの「ウルトラマン作品」の海外展開は、チャイヨー側とのトラブルが尾を引いて、自由にできない状態だったのだ。円谷プロが海外展開をするには、どうしてもチャイヨー側とのトラブルをまず解決しなくてはならなかった。
それに対してチャイヨーのソムポートは「ノボルサン（円谷皐）が生存中は信頼関係があったために契約書を持ち出すようなトラブルは発生せず、その契約を元にビジネスをしていた」と主張している。ただし、タイ国現地の特撮ライターの証言では、1984年の『ハヌマーンと11人のウルトラマン』公開の際にチャイヨーがウルトラマン関連のグッズを出していたものの、1997年まで目立ったウルトラマン関連のビジネスをしていなかったとのことだった。
円谷プロは『ウルトラマンパワード』をハリウッドで製作した際に、米国などでの海外展開を、現地法人ウルトラ・コムを積極的に利用して、円谷プロの全作品（ウルトラ全作品や『ジャンボーグA』など）の放送コンテンツ・商品グッズの拡大を図ることにした。
カンヌ国際映画祭（フランス）では、同時期に併設されている国際見本市にて円谷プロとウルトラ・コムが連名で番組販売ブースを設置してウルトラ全作および主要作品を売り込んだ。そんなウルトラ・コムの動きに対してチャイヨーが書簡を送ったのは円谷皐の没後であり、設立後何年も経ってからであった。
某作家による円谷プロ元スタッフへの取材では、契約書の真贋について意見が異なる者もおり、元役員のTは「当時の円谷プロの社印は親会社の東宝が管理していたため、円谷皐は自分が管理する円谷エンタープライズの印鑑を契約書に押したに違いない。円谷皐が独断で契約したのだろう。」と語っている。円谷プロの6代目社長を務めた円谷英明は、自著『ウルトラマンが泣いている 円谷プロの失敗』で「契約書が結ばれた1976年は円谷プロの業績が急激に落ち込んだ時期であること、円谷皐は物事を独断で進めることが多かった」と私見を述べている。

### そして裁判へ
1997年以後、チャイヨーは日本国外の主にタイ国で事業を展開し、商品の著作権表示では「円谷チャイヨー・プロダクション」（TSUBURAYA CHAIYO Co., Ltd.）名義でクレジットしていた。この契約書を無効とし、円谷プロダクションは1997年にタイで、1999年に日本でそれぞれソムポートに対して裁判を起こした（この件に関する詳細は後述する日本・海外での裁判の状況を参照のこと）。なお、社名について日本の円谷プロでは「円谷」の名称使用は承認していない。

## 日本国内での裁判の状況

### 著作権確認訴訟（日本）
東京地方裁判所・高等裁判所は「日本の管轄ではない」として、一旦は円谷プロの訴えを退けた が、2001年6月に最高裁判所が、日本で審理可能として差し戻す判断を下した。
これを受け、2003年から始まった差し戻し審は、「円谷プロが1996年に出した譲渡契約の内容を肯定する内容の書簡が真正に成立している」ことと「契約書の印影を1000倍に拡大しても合致している」ことを理由に、全て円谷プロの敗訴 で、2004年4月の最高裁判決で円谷プロの敗訴が確定した。

### 損害賠償請求訴訟（日本）
2006年5月18日には、逆にチャイヨー側が東京地裁で円谷プロダクションを相手取り、日本国外でのウルトラマンの独占的利用権が侵害されたことを理由に、12億5000万円の損害賠償を求める訴訟が起こされた。訴額はのちに1億円に減額され、2010年9月30日、東京地裁は円谷プロに1600万円の損害賠償金を支払うよう命じる判決を下した。
2011年7月27日、知的財産高等裁判所で、チャイヨー側が1998年にタイ以外の独占利用権の放棄と引き換えにバンダイから1億円受け取った事実が判明。一審判決を取り消し、ユーエム側の請求を棄却した円谷プロ逆転勝訴の判決が出された。
2012年4月26日、最高裁第一小法廷は、ユーエム社の上告を受理しない決定を下した。
なお、この判決はチャイヨーが権利を得たとする譲渡契約を「本件契約は有効に成立したものと認めるのが相当である」としてその正当性を認めた上で、チャイヨーがバンダイとの契約で利用権行使を放棄したとする判断であり、譲渡契約が有効と判断した著作権確認訴訟の最高裁判決を覆すものではない。

## 日本国外での裁判の状況
ウルトラマンに関する権利を巡る同様の裁判は、タイや中国など数カ国でも行われている。なお、以下に記述されている裁判はあくまでも主となるものだけで、実際には複数の会社に対し多数の裁判が行われている。
なお、ユーエム社は2011年から独自に香港および韓国・台湾・フィリピンでの事業展開を開始したが、前述の通り裁判の途中で1998年にチャイヨーとバンダイが交わした契約が発覚したため頓挫した。

### タイでの裁判の状況

#### 著作権確認訴訟（タイ）
2003年3月、タイの最高裁はウルトラシリーズ6作品（『ウルトラQ』から『ウルトラマンタロウ』）と『ジャンボーグA』の日本国外における使用権はチャイヨー・プロダクションにあるとして日本側は敗訴した。
2004年、円谷プロは「覚書は偽造である」という新たな主張を加えて再提訴し、2007年4月にタイの知的財産・国際貿易裁判所は、チャイヨー側が主張していたウルトラマンそのものの著作権、（新作の）製作権といった権利は却下。チャイヨーに対し、『ウルトラマンミレニアム』などチャイヨーによる独自の新キャラクターや、前述のウルトラシリーズ6作品を除くウルトラシリーズのキャラクター（『ウルトラマンコスモス』など）の利用を認めないとする円谷プロ勝訴の判決を出した。この判決により、チャイヨーが独自に制作している『ウルトラマンミレニアム』などは無許可で製作された違法な物とされた。また、権利が認められたのは『ウルトラマンタロウ』までのウルトラシリーズであるにもかかわらず、契約外の『ウルトラマンコスモス』などのDVDが独自に販売されていたことも判明している。
2008年2月、タイの最高裁は問題の発端となった、海外における独占権に関する契約書について「契約書の原本がない」「サインの筆跡が異なっていること」「作品名の英語タイトルが誤っている」「ライセンス料の記載がない」といった不自然な点を理由に偽造されたものであると認定。ソムポートがウルトラヒーローの考案者であり、『ウルトラマン』の共同創作者であるとの主張も却下し、キャラクタービジネスの停止と損害賠償金1000万バーツ（約3000万円）およびその利息の支払いを命じ、円谷プロ全面勝訴の判決を出している。

#### 損害賠償請求訴訟（タイ）
その後、チャイヨーは2008年12月24日に日本のユーエム社へウルトラシリーズ6作品および『ジャンボーグA』の海外権利を譲渡し、2011年のタイ洪水を受けて廃業した。ただし、上記の判決結果を受けたタイ国内における損害賠償請求訴訟はその後もソムポートに対して複数が続けられていた。
2020年9月21日、タイの最高裁は1998年から2008年までにチャイヨーが得てきたライセンス料に対する損害賠償請求裁判において、ソムポートの上告を棄却し、円谷プロ製作のウルトラシリーズ6作品と『ジャンボーグA』および、共同製作の『ジャンボーグA&ジャイアント』『ウルトラ6兄弟VS怪獣軍団』の合計9作品の著作権はすべて円谷プロダクションが所有するという判決を追認した。これでタイ国内でのソムポート・旧チャイヨーと円谷プロの間との裁判は全て終了し、今後はタイ国でも円谷プロによる展開を進めていくとしている。

### 中国での裁判の状況

#### チャイヨー、ユーエム社との訴訟
中国では、2005年9月にチャイヨーのソムポートが円谷プロを広東省の裁判所に提訴して、キャラクター商品の生産と販売の権利行使の停止と損害賠償を求めていたが、2009年10月に円谷プロ側の勝訴に終わった。
この判決後、今度は円谷プロ側がユーエム社に対して中国でのキャラクター商品の販売差し止めと損害賠償を求め、北京市の裁判所に提訴した。2013年4月に裁判所は和解勧告を出したが、円谷プロは拒否。同年9月29日の最高裁判決で、契約書に押された円谷エンタープライズの社判が本物であることを根拠に譲渡契約の有効性を認め、円谷プロ側の敗訴が確定した。
しかし後に、ユーエム社は自身が起こしていた『大怪獣バトル ウルトラ銀河伝説 THE MOVIE』のキャラクター商品権に関する訴訟を、判決直前となる2019年3月に突如取り下げ、以降は中国におけるライセンスを主張していない。

#### 広州藍弧文化伝播（ブルーアーク）との訴訟
2017年7月、中国において広州藍弧文化伝播有限公司（通称：ブルーアーク）から、アニメ映画『鋼鐵飛龍（翻訳：ドラゴンフォース）』の続編であるアニメ映画『鋼鐵飛龍之再見奧特曼（翻訳：ドラゴンフォース さようならウルトラマン）』の製作が発表され、「ウルトラマンを模したキャラクター」が登場するトレーラーが発表された。これについて円谷プロは「当社は許諾・監修をしていない」ことと、「キャラクターの翻案・改変等の権利は当社のみに帰属する」旨を発表した。
しかし、広州藍弧文化伝播は「ユーエム社から国内代理店である株式会社TIGAを経由して正式にライセンスを受けた作品である」と主張し、円谷プロからの警告を無視して同年10月1日に映画を劇場公開した。円谷プロはそれに対し法的措置として上海市の裁判所へ告訴した。この裁判は2019年1月から始まったが、裁判中であるにもかかわらず、さらに広州藍弧文化伝播は2018年11月21日に続編のネットアニメ『鋼鐵飛龍2 奧特曼力量（翻訳：ドラゴンフォース2 パワー・オブ・ウルトラマン）』の配信と、2019年1月18日には続編のアニメ映画『鋼鐵飛龍之奧特曼崛起（翻訳：ドラゴンフォース ライズ・オブ・ウルトラマン）』を劇場公開した。
2020年6月30日、上海市の裁判所においてこの映画に対する判決が出て、円谷プロが勝訴した。判決結果は、「ユーエム社が主張する利用権が仮に正当なものであったとしても、その権利の範囲にキャラクター（または一定の改変を加えたキャラクター）を用いて新作映画を撮影することは含まれていない」というものだった。

### 米国での円谷プロ全面勝訴
2018年（平成30年）4月24日、円谷プロは会見を開き、4月18日にカリフォルニア中央区地方裁判所にて、「1976年3月4日付の契約書は真正に作成されたものではない」という円谷プロの主張を全面的に認める判決が下されたと報告。米国では両当事者の持つ膨大な資料や通信履歴を顕出し、長時間をかけ調査分析を行う「ディスカバリー」を用いたことで新事実並びに新たなる証拠が顕出され、「1976年の契約書は無効との判決が下された」と説明している。会見の中で円谷プロは「今回の米国での全面勝訴判決は、これまでの長い係争のいわば集大成であると考えている」とコメント。なお、ソムポートは出廷を命じられたにもかかわらず拒否しており、譲渡契約書の原本も提出しなかったうえ、チャイヨーには1976年の譲渡契約書以降に結んだとされるライセンス書類が残されていたことも判明した。
この一審判決を不服として2018年5月7日にユーエム社が控訴していたが、2019年12月5日の控訴裁判においても一審判決が全面的に認められ陪審員の評決も円谷プロの主張を認めて円谷プロが勝訴。2020年3月4日の上告期限までにユーエム社側から上告がなされなかったため、円谷プロ側の勝訴が確定した。この結果、ユーエム社には円谷プロへ対して400万ドル（約4億円）の弁済が命じられている。
同時期には『レディ・プレイヤー1』の制作が進んでおり、原作の『ゲームウォーズ』で主人公がウルトラマンに変身するシーンがあることから、撮影に合わせ円谷プロダクションと交渉したが、一連の訴訟の影響で実現しなかった。

## 訴訟結果

### 各国での訴訟状況
チャイヨーが主張する「1976年3月4日付の契約書」の有効性についての審議結果は以下の通りである。
| 国家/地区      | 有効性 | 裁判所                             | 判決日         | 備考                           | 出典          |
| -------------- | ------ | ---------------------------------- | -------------- | ------------------------------ | ------------- |
| 日本           | 有効   | 東京地方裁判所                     | 2003年2月28日  |                                | [ 50 ]        |
| 日本           | 有効   | 東京高等裁判所                     | 2003年12月10日 |                                | [ 50 ]        |
| 日本           | 有効   | 日本国最高裁判所                   | 2004年4月27日  | 確定                           | [ 50 ]        |
| タイ           | 有効   | タイ国中央知的財産・国際貿易裁判所 | 2000年4月4日   |                                | [ 50 ]        |
| タイ           | 有効   | タイ国最高裁判所                   | 2003年3月      |                                |               |
| タイ           | 無効   | タイ国中央知的財産・国際貿易裁判所 | 2007年4月      | 再審                           | [ 30 ]        |
| タイ           | 無効   | タイ国最高裁判所                   | 2008年2月5日   | 確定                           | [ 50 ]        |
| 中国大陸       | 無効   | 広東省広州市中級人民法院           | 2009年11月     |                                | [ 51 ]        |
| 中国大陸       | 有効   | 広東省高級人民法院                 | 2010年10月25日 |                                | [ 50 ]        |
| 中国大陸       | 有効   | 中国最高人民法院                   | 2013年9月29日  | 確定                           | [ 50 ]        |
| アメリカ合衆国 | 無効   | ロサンゼルス郡上級裁判所           | 2017年11月20日 |                                | [ 52 ] [ 53 ] |
| アメリカ合衆国 | 無効   | カリフォルニア州中部地区地方裁判所 | 2018年4月18日  |                                | [ 54 ] [ 55 ] |
| アメリカ合衆国 | 無効   | アメリカ合衆国第9巡回区控訴裁判所  | 2019年12月5日  | 合衆国最高裁判所へ上告せず確定 | [ 56 ] [ 57 ] |

### 2008年時点の権利
タイ国の裁判ではチャイヨーが敗訴したが、日本国内では最高裁で円谷プロ側の敗訴が確定しており、再審も困難なため、日本国内では譲渡契約書が有効という判決に変わりはない。日本での判決は日本国内でしか効力がなく、同じくタイでの判決はタイ国内でしか効力がない。そのため、日本・タイ以外の「第3国」でウルトラシリーズ関連のビジネスを行う場合、円谷プロ・チャイヨーのどちらとライセンス契約を締結すればよいか不明であり、どちらか一方とだけ契約した場合、訴訟リスクを抱える状態となっていた。チャイヨー側にとって権利は日本国外のものであるため、チャイヨー側が主な市場としてきたタイ国内の訴訟で権利が否定されたことは痛手となった。一方、円谷プロにとっても、日本での敗訴判決とチャイヨーからの訴訟リスクによって、海外展開が低迷する結果を招いた。
契約書の存在と一連の裁判によって、円谷プロはウルトラシリーズ旧作の海外販売が自由に行えない状況に陥った。
2008年12月24日にチャイヨーは、ウルトラマンの海外利用権を上松盛明が代表取締役を務める日本企業ユーエム社 へ譲渡し、裁判は引き続きユーエム社が継続していくことになった。
円谷プロは裁判に多大な費用をかけており、各国での訴訟合戦になって消耗することが懸念された。2004年に第6代社長に就任した円谷英明はチャイヨーとの和解による解決が最善と判断して和解を目指したが、果たせなかった。 チャイヨーから権利を譲渡されたユーエム社側も、2010年10月に円谷プロとの和解による解決を希望するとの声明を発表したが、和解には至らなかった。そのため、2011年から独自に香港および韓国・台湾・フィリピンでの事業展開を開始したが、裁判の途中で1998年にチャイヨーとバンダイが交わした契約が発覚したため 頓挫している。

### 2014年時点の権利
2013年の判決で、中国では日本と同様に円谷プロが敗訴した。しかし、上記のとおりチャイヨー・プロダクションはウルトラマンの海外使用権をバンダイとの契約で、1998年に放棄していたにもかかわらず、ユーエム社へ同権利の譲渡契約を2008年に結んでおり、ユーエム社も権利放棄の事実を知りながら裁判の継続と事業展開を開始するなどをしていたが、2014年現在の法的判断では｛タイ国：権利はすべて円谷プロ｝｛日本国：日本国内は円谷プロ。海外はチャイヨープロから権利購入したバンダイ｝となっている。今後諸外国の司法においてチャイヨーへの譲渡契約書は有効の判決があっても、同時に1998年の独占利用権行使放棄の契約が有効になるため、ユーエム社の権利は存在しない。よって、中国においても日本と同様の結果となるはずだが、ユーエム社はこの後も株式会社TIGAを通じて広州藍弧文化伝播（ブルーアーク）などへライセンスを与えるなどしていた。
ユーエム社側の見解によれば以下の理由である。2011年（平成23年）7月27日に判決の言い渡しがあり、オンライン公開されている知的財産高等裁判所の判決文の記載されているチャイヨーとバンダイとの間で交わされた平成10年契約の文面には、同契約の目的が、「チャイヨ・補助参加人（バンダイ）間の現在の紛争を排除し，かつ，両当事者間における将来の紛争を回避することを唯一の目的に締結された。」と記されている。故に、平成10年契約は、独占利用権行使放棄の契約ではなく、当時、チャイヨーと円谷との間で係争中の裁判からバンダイを切り離すための訴権放棄の契約である。また、同判決文に記載されている平成10年契約に記されている訴権放棄の対象項目には、一連のクラシック・ウルトラマン作品の配給権（3.1）、広告権（3.6）および商業上の目的のためにする複製（3.7）が含まれているが、2014年12月に出版された「ウルトラマンと著作権」に添付されている1976年契約の書面上に記載されている第3条ライセンスの範囲3.2「制作権」、第3条3.3「複製権」、3.4「著作権」、3.5「商標権」および3.8「上記の権利の第三者への譲渡」が含まれていない。故に、2008年12月のチャイヨーからユーエム社への一連のクラシック・ウルトラマンのライセンス権利譲渡は有効となる。さらに、平成10年契約はチャイヨー（および引き継いだユーエム社）とバンダイとの間でのみ交わされたものであり、故に1976年契約によりチャイヨーに与えられた権利の有効性には直接影響を与えないことから、現時点で日本以外の海外市場での全てのライセンス権利は、ユーエム社にある。ただし、バンダイが、海外市場で一連のクラシック・ウルトラマン作品の配給権、広告権および複製権を行使したとしても、平成10年契約が有効である限り、チャイヨーからライセンスを引き継いだユーエム社は、バンダイを訴えないという構図になる。

### 2020年時点の権利
日本およびタイにおける権利は2014年の時点と変わっていないが、米国および中国における権利は2018年のカリフォルニア地裁判決以降大きく変わった。2018年時点でソムポートとともに行動している元円谷プロ社長の円谷英明は、このような判決が出ても米国1国の地裁の結果にすぎず、今後も最高裁まで5年は裁判が続くことから、円谷プロの考えるようなウルトラマンの世界展開などはできないので、和解した方が有益であるという見解を主張していたが、実際にはユーエム社は2019年の時点で中国における訴訟を取り下げ、2020年の時点で米国の最高裁にも上告しなかった。タイ国内における裁判も最後の損害賠償請求訴訟で追認され、共同製作の2作品を含む9作品に対し、円谷プロの著作権が改めて明言されている。このことから、円谷プロ側は「もはやウルトラシリーズの海外展開を妨げるものはない」と解釈しており、2019年以降、積極的に海外展開を進めている。